# في المنطقة الرمادية
في المنطقة الرمادية (بالإنجليزية: In the Grey) هو فيلم أكشن ومغامرات أمريكي قادم من تأليف وإخراج جاي ريتشي وإنتاج شركة بلاك بير بيكتشرز وبطولة هنري كافيل وجيك جيلنهال وإيزا غونزاليس. ومن المقرر أن يتم إصداره في الولايات المتحدة في 17 يناير 2025 بواسطة شركة ليونزغيت.

## طاقم العمل
- هنري كافيل
- كارلوس بارديم
- فيشر ستيفنز
- ايميت جيه سكانلان
- روزاموند بايك
- جيك جيلنهال
- إيزا غونزاليس

## إنتاج الفيلم
في مايو 2023، أُعلن أن جاي ريتشي سيكتب ويخرج فيلم أكشن لم يتم الإفصاح عنه بعد، وستتولى شركة بلاك بير إنترناشيونال المبيعات الدولية للمشروع عند طرحه في سوق كان السينمائي. أُعلن عن مشاركة هنري كافيل وجيك جيلنهال وإيزا جونزاليس، الذين تعاونوا جميعًا سابقا مع ريتشي، في بطولة الفيلم. فيأكتوبر 2023، تم الإعلان عن مشاركة إيفان أتكينسون وجون فريدبرج في بطولة الفيلم. حصل الإنتاج على اتفاقية مؤقتة تسمح للممثلين بالعمل على الفيلم أثناء إضراب نقابة ممثلي الشاشة (SAG-AFTRA) في عام 2023.

## التصوير
بدأ التصوير في سبتمبر 2023 في تينيريفي في جزر الكناري وانتهى في أواخر أكتوبر 2023. تم الإنتاج المبكر في كازينو ريال دي تينيريفي في ميدان كانديلاريا. قبل الانتقال إلى سان أندريس، سانتا كروث دي تنريفه للتصوير في رصيف الصيد ومناطق شاطئ لاس تيريسيتاس، مع بعض مشاهد المطاردة عبر القرية.

## وصلات خارجية
- في المنطقة الرمادية على موقع IMDb (الإنجليزية)
- في المنطقة الرمادية على موقع ألو سيني (الفرنسية)
- في المنطقة الرمادية على موقع فيلمافينيتي (الإسبانية)
- في المنطقة الرمادية على موقع قاعدة بيانات الفيلم (الإنجليزية)
- في المنطقة الرمادية على موقع ليتربوكسد (الإنجليزية)
- في المنطقة الرمادية على موقع كينوبويسك (الروسية)